# سونیک خارپشت (مجموعه بازی)
سونیک خارپشت (به انگلیسی: Sonic the Hedgehog؛ ژاپنی: ソニック・ザ・ヘッジホッグ؛ تلفظ Sonikku za Hejjihoggu) یک سری بازی‌های ویدیویی ژاپنی و فرانچایز رسانه‌ای است که توسط سگا ساخته شده و متعلق به آن است. این فرنچایز به دنبال سونیک خارپشت، یک جوجه‌تیغی آبی انسان‌وار است که با دکتر اگمن شرور، یک دانشمند دیوانه مبارزه می‌کند. بازی‌های اصلی سونیک در سبک سکوبازی هستند و توسط تیم سونیک ساخته شده‌اند. بازی‌های دیگری که توسط استودیوهای مختلف ساخته شده‌اند، شامل اسپین‌آف‌هایی در سبک‌های رانندگی، مبارزه‌ای، جمعی و ورزشی می‌شوند. این فرنچایز همچنین شامل رسانه‌های چاپی، پویانمایی‌ها، فیلم‌های بلند و کالای دیگر است.
سگا اولین بازی سونیک را در سال ۱۹۹۱ برای سگا جنسیس به منظور رقابت با ماریو از نینتندو ارائه کرد و موفقیت آن به سگا کمک کرد تا در طول نسل چهارم کنسول‌های بازی ویدئویی در اوایل دهه ۱۹۹۰ به یکی از شرکت‌های پیشرو بازی‌های ویدئویی تبدیل شود. مؤسسه فنی سگا سه بازی بعدی سونیک، به علاوه اسپین آف سونیک اسپین بال (۱۹۹۳) را توسعه داد. تعدادی از بازی‌های سونیک نیز برای کنسول‌های ۸ بیتی سگا، سگا مستر سیستم و سگا گیم گیر توسعه یافتند. پس از یک وقفه در دوران ناموفق سگا ساترن، اولین بازی اصلی سه بعدی سونیک، سونیک ماجراجو، در سال ۱۹۹۸ برای دریم‌کست منتشر شد. سگا از بازار کنسول‌ها خارج شد و در سال ۲۰۰۱ به سمت توسعه‌دهندهٔ ثالث رفت و فرنچایز را در نینتندو، اکس‌باکس و پلی‌استیشن ادامه داد.
در حالی که بازی‌های سونیک اغلب دارای مکانیک‌ها و داستان‌های منحصربه‌فرد بازی هستند، اما دارای عناصر تکرارشونده مانند سیستم حیاتی مبتنی بر حلقه، لول‌های محلی و گیم‌پلی سریع هستند. بازی‌ها معمولاً دارای عناصر داستانیِ سونیک برای توقف طرح‌های اگمن برای تسلط بر جهان هستند و بازیکن در لول‌هایی که شامل فنرها، شیب‌ها، چاله‌های بدون ته و حلقه‌های عمودی است حرکت می‌کند. بازی‌های بعدی تعداد زیادی از شخصیت‌ها را اضافه کردند. برخی از آنها مانند تیلز، ناکلز اکیدنا، و شدو خارپشت، در اسپین آف‌ها ایفای نقش کرده‌اند. این فرنچایز با دیگر فرنچایزهای بازی‌های ویدیویی در بازی‌هایی مانند ماریو و سونیک، سگا آل استارز و برادران سوپر اسمش. همکاری کرده‌است.
سونیک خارپشت فرنچایز شاخص سگا و یکی از پرفروش‌ترین فرنچایزهای بازی‌های ویدئویی است که تا ۲۰۱۶ بیش از ۱۴۰ میلیون نسخه فروخته‌است و تا ۲۰۲۰ درآمدی بالغ بر ۶ میلیارد داشته‌است؛ فروش سری و دانلود رایگان بازی‌های موبایل تا تاریخ ۲۰۲۰ بیش از ۱٫۴ میلیارد دلار درآمد داشته‌است. بازی‌های جنسیس سونیک به عنوان نماینده فرهنگ دهه ۱۹۹۰ توصیف شده‌اند و در فهرست برترین‌های تمام دوران‌ها قرار گرفته‌اند. اگرچه بازی‌های بعدی، به ویژه راه اندازی مجدد سری ۲۰۰۶، به دلیل کاهش کیفیت درک شده مورد انتقاد قرار گرفتند، سونیک در صنعت بازی‌های ویدیویی تأثیرگذار است و اغلب در فرهنگ عامه به آن اشاره می‌شود. این فرنچایز به خاطر هوادارانش که رسانه‌های غیررسمی مانند فن آرت و فندوم تولید می‌کنند، شناخته می‌شود.

## گیم‌پلی

نمونه ای از گیم پلی بازی سونیک خارپشت ۲ (۱۹۹۲) که برخی از مکانیک‌های اصلی بازی فرنچایز سونیک را نشان می‌دهد.

سری سونیک با گیم پلی پلتفرمینگ مبتنی بر سرعت مشخص می‌شود. بازیکن با کنترل شخصیت در حالی که بین پلتفرم‌ها می‌پرد مجموعه‌ای از لول‌ها را با سرعت بالا پیمایش می‌کند و با دشمنان و غول آخر مبارزه می‌کند و از موانع دوری می‌کند. این مجموعه شامل بازی‌های دوبعدی و سه‌بعدی است. ورودی‌های دوبعدی عموماً دارای گیم‌پلی ساده و شبیه پین‌بال هستند که با پریدن و حمله فقط با یک دکمه - و مسیرهای شاخه‌ای در لول‌ها که برای بهینه‌کردن سرعت نیاز به حفظ کردن دارند. در همین حال، نسخه‌های سه‌بعدی از نظر طراحی خطی‌تر هستند، و دارای اهداف لول‌های مختلف و مجموعه‌های حرکتی مختلف هستند و به بازیکنان اجازه می‌دهند تا شخصیت را ارتقا داده و سفارشی کنند. گیم‌پلی بازی‌ها از زمان سونیک آنلیشد دو بعدی و سه بعدی را با هم ترکیب کرده‌اند و دوربین بین منظر پهلو-پیمایش و دید سوم شخص تغییر می‌کند.
یکی از مکانیک‌های متمایز بازی‌های سونیک، حلقه‌های طلایی کلکسیونی هستند که در لول‌ها پخش شده‌اند، و به عنوان نوعی سلامت عمل می‌کنند. بازیکنانی که حلقه‌ها را در اختیار دارند می‌توانند پس از آسیب‌دیدگی زنده بمانند، اما اگر حلقه‌ها پراکنده شوند، بازیکن زمان کوتاهی دارد تا برخی از آنها را قبل از ناپدید شدن دوباره جمع‌آوری کند. جمع‌آوری ۱۰۰ حلقه معمولاً به بازیکن یک جان اضافی پاداش می‌دهد. حلقه‌ها در بازی‌های خاصی کاربردهای دیگری دارند، مانند پول رایج در سونیک ۰۶، بازیابی نوارهای سلامت در سونیک آنلیشد، یا بهبود آمار در سونیک رایدرز. لول‌های بازی‌های سونیک دارای عناصری مانند شیب‌ها، چاله‌های بدون ته و حلقه‌های عمودی هستند. فنرها، تخته‌های پرش و پانل‌های داشبورد در سراسر جهان پراکنده شده‌اند و بازیکن را با سرعت بالا در جهت خاصی منجنیق می‌کنند. پیشرفت بازیکنان در لول‌هل از طریق عبور از نقاط بازرسی ذخیره می‌شود. چک‌پوینت‌ها کاربردهای دیگری در بازی‌های مختلف دارند، مانند ورود به مراحل جایزه. برخی از تنظیمات، به ویژه منطقه مشهور گرین هیل، در سراسر مجموعه تکرار می‌شوند.

## فهرست بازی‌ها
| سال               | بازی                                       | پلتفرم                                                        | فروش                       |
| ----------------- | ------------------------------------------ | ------------------------------------------------------------- | -------------------------- |
| ۱۹۹۱              | سونیک خارپشت                               | سگا مگا درایو                                                 | ۱۵ میلیون                  |
| ۱۹۹۲              | سونیک خارپشت ۲                             | سگا مگا درایو                                                 | ۷٫۵۵ میلیون                |
| ۱۹۹۳              | سونیک سی‌دی                                 | سگا مگا سی‌دی                                                  | ۱٫۵ میلیون                 |
| ۱۹۹۴              | سونیک خارپشت ۳ و سونیک و ناکلز             | سگا جنسیس                                                     | ۴ میلیون                   |
| ۱۹۹۶              | سونیک تری‌دی بلست                           | سگا جنسیس                                                     | ۷۰۰٬۰۰۰                    |
| ۱۹۹۸              | سونیک ماجراجو                              | دریم‌کست                                                       | ۲٫۵ میلیون                 |
| ۲۰۰۱              | نبرد ماجراجویی سونیک ۲                     | گیم‌کیوب                                                       | ۱٫۵۴ میلیون                |
| ۲۰۰۱              | سونیک ادونس                                | گیم بوی ادونس                                                 | ۱٫۳۱ میلیون                |
| ۲۰۰۳              | مجموعه بزرگ سونیک                          | گیم‌کیوب                                                       | ۱٫۴۵۳ میلیون               |
| ۲۰۰۳              | قهرمانان سونیک                             | پلی‌استیشن ۲، اکس‌باکس، گیم‌کیوب                                 | ۳٫۴۱ میلیون                |
| ۲۰۰۳              | مجموعه بزرگ سونیک                          | پلی‌استیشن ۲، اکس‌باکس                                          | ۲ میلیون                   |
| ۲۰۰۵              | شدو خارپشت                                 | پلی‌استیشن ۲، اکس‌باکس، گیم‌کیوب                                 | ۲٫۰۶ میلیون                |
| ۲۰۰۶              | سونیک خارپشت                               | بازی موبایل                                                   | ۸ میلیون در آمریکا و اروپا |
| ۲۰۰۶              | سونیک خارپشت                               | اکس‌باکس ۳۶۰، پلی‌استیشن ۳                                      | ۸۷۰٬۰۰۰                    |
| ۲۰۰۸              | سونیک رهاشده                               | پلی‌استیشن ۲، وی، اکس‌باکس ۳۶۰، پلی‌استیشن ۳                     | ۲٫۴۵ میلیون                |
| ۲۰۱۰              | سونیک و مسابقه‌های سگا آل استارز            | پلی‌استیشن ۳، اکس‌باکس ۳۶۰، وی، نینتندو دی‌اس، مایکروسافت ویندوز | ۱٫۰۷ میلیون                |
| ۲۰۱۰              | سونیک رنگ‌ها                                | وی، نینتندو دی‌اس                                              | ۲٫۱۸ میلیون                |
| ۲۰۱۱              | سونیک جنریشنز                              | پلی‌استیشن ۳، اکس‌باکس ۳۶۰، مایکروسافت ویندوز، نینتندو ۳دی‌اس    | ۱٫۸۵ میلیون                |
| ۲۰۱۲              | سونیک و مسابقه‌های تغییریافته سگا آل استارز | پلی‌استیشن ۳، اکس‌باکس ۳۶۰، وی یو، نینتندو ۳دی‌اس                | ۱٫۳۶ میلیون                |
| ۲۰۱۳              | دنیای گمشدهٔ سونیک                          | وی یو، نینتندو ۳دی‌اس                                          | ۷۱۰٬۰۰۰                    |
| ۲۰۱۴              | سونیک بوم: ظهور لیریک و کریستال شکسته      | وی یو، نینتندو ۳دی‌اس                                          | ۶۲۰٬۰۰۰                    |
| ۲۰۱۷              | سونیک مانیا                                | نینتندو سوئیچ، پلی‌استیشن ۴، اکس‌باکس وان، ویندوز               | ۱ میلیون                   |
| سری ماریو و سونیک | سری ماریو و سونیک                          | سری ماریو و سونیک                                             | ۱۹ میلیون                  |
| ۲۰۰۷              | ماریو و سونیک در بازی‌های المپیک            | وی، نینتندو دی‌اس                                              | ۱۱٫۳۱ میلیون               |
| ۲۰۰۹              | ماریو و سونیک در بازی‌های المپیک زمستانی    | وی، نینتندو دی‌اس                                              | ۶٫۵۳ میلیون                |
| ۲۰۱۱              | ماریو و سونیک در المپیک ۲۰۱۲ لندن          | وی، نینتندو ۳دی‌اس                                             | ۳٫۲۸ میلیون                |
| ۲۰۱۹              | ماریو و سونیک در بازی‌های المپیک ۲۰۲۰       | نینتندو سوئیچ                                                 | ۱۵۹٬۰۰۰+                   |